# Cadre-47/2-Europameisterschaft 2009

Logo CEB (ausrichtender Verband)

Veranstaltungsort: Athen

Die Cadre-47/2-Europameisterschaft 2009 war das 63. Turnier in dieser Disziplin des Karambolagebillards und fand vom 14. bis zum 19. Juli 2009 in der griechischen Hauptstadt Athen statt. Es war die dritte Cadre-47/2-Europameisterschaft in Griechenland.

## Geschichte
Zum ersten Mal seit 1993 nahm der belgische Allrounder Frédéric Caudron wieder an einer Cadre 47/2-EM teil und gewann überlegen das Turnier. Da er nicht in der Rangliste platziert war, musste er in der ersten Qualifikationsrunde starten. Im Finale gab es einen klaren Sieg gegen den zweimaligen Titelträger Xavier Gretillat. Der in der Gruppenphase dominierende Patrick Niessen wurde mit Marek Faus Dritter.

## Modus
Gespielt wurde eine Vorqualifikation und eine Hauptqualifikation bis 200 Punkte. In der qualifizierten sich die sieben Gruppensieger für das Hauptturnier. Es wurden acht Gruppen à vier Spieler gebildet. Hier wurde bis 250 Punkte gespielt. Die Gruppensieger qualifizierten sich für die KO-Runde in der 24 Spieler nach Rangliste und der Titelverteidiger gesetzt waren. Hier wurde bis 300 Punkte gespielt. Platz drei wurde nicht ausgespielt.
Die Qualifikationsgruppen wurden nach Rangliste gesetzt. Es gab außer dem Titelverteidiger keine gesetzten Spieler mehr für das Hauptturnier.
1. MP = Matchpunkte
2. GD = Generaldurchschnitt
3. HS = Höchstserie

## Qualifikation

### Vor-Qualifikation
| MP    | Match Points (Sieger = 2; Unentschieden = 1; Verlierer = 0) |
| Pkte. | Erzielte Karambolagen                                       |
| Aufn. | Benötigte Versuche                                          |
| GD    | Generaldurchschnitt                                         |
| BED   | Bester Einzeldurchschnitt eines Spielers                    |
| HS    | Höchstserie                                                 |
|       | Bester GD des Turniers                                      |
|       | Bester ED des Turniers                                      |
|       | Beste HS des Turniers                                       |
|       | 1. Platz (Gold)                                             |
|       | 2. Platz (Silber)                                           |
|       | 3. Platz (Bronze)                                           |

| Abschlusstabelle Gruppe A | Abschlusstabelle Gruppe A | Abschlusstabelle Gruppe A | Abschlusstabelle Gruppe A | Abschlusstabelle Gruppe A | Abschlusstabelle Gruppe A | Abschlusstabelle Gruppe A | Abschlusstabelle Gruppe A | Abschlusstabelle Gruppe A |
| Platz                     | Name                      | MP                        | Pkte                      | Aufn.                     | GD                        | BED                       | HS                        |                           |
| ------------------------- | ------------------------- | ------------------------- | ------------------------- | ------------------------- | ------------------------- | ------------------------- | ------------------------- | ------------------------- |
| 1                         | George Liandos            | 3:1                       | 400                       | 24                        | 16,66                     | 20,00                     | 65                        |                           |
| 2                         | Jean-Marc Calvel          | 3:1                       | 400                       | 25                        | 16,00                     | 20,00                     | 67                        |                           |
| 3                         | Wesley Mathysen           | 0:4                       | 95                        | 29                        | 3,27                      | –                         | 13                        |                           |

| Abschlusstabelle Gruppe B | Abschlusstabelle Gruppe B | Abschlusstabelle Gruppe B | Abschlusstabelle Gruppe B | Abschlusstabelle Gruppe B | Abschlusstabelle Gruppe B | Abschlusstabelle Gruppe B | Abschlusstabelle Gruppe B | Abschlusstabelle Gruppe B |
| Platz                     | Name                      | MP                        | Pkte                      | Aufn.                     | GD                        | BED                       | HS                        |                           |
| ------------------------- | ------------------------- | ------------------------- | ------------------------- | ------------------------- | ------------------------- | ------------------------- | ------------------------- | ------------------------- |
| 1                         | Dave Christiani           | 4:0                       | 400                       | 7                         | 57,14                     | 66,66                     | 197                       |                           |
| 2                         | Benoit Legros             | 2:2                       | 391                       | 12                        | 32,58                     | 25,00                     | 154                       |                           |
| 3                         | Panos Spiliopoulos        | 0:4                       | 69                        | 11                        | 6,27                      | –                         | 25                        |                           |

| Abschlusstabelle Gruppe C | Abschlusstabelle Gruppe C | Abschlusstabelle Gruppe C | Abschlusstabelle Gruppe C | Abschlusstabelle Gruppe C | Abschlusstabelle Gruppe C | Abschlusstabelle Gruppe C | Abschlusstabelle Gruppe C | Abschlusstabelle Gruppe C |
| Platz                     | Name                      | MP                        | Pkte                      | Aufn.                     | GD                        | BED                       | HS                        |                           |
| ------------------------- | ------------------------- | ------------------------- | ------------------------- | ------------------------- | ------------------------- | ------------------------- | ------------------------- | ------------------------- |
| 1                         | Nicolas Gerassimopoulos   | 4:0                       | 400                       | 12                        | 33,33                     | 40,00                     | 176                       |                           |
| 2                         | Koen Workel               | 2:2                       | 214                       | 30                        | 7,13                      | 8,69                      | 63                        |                           |
| 3                         | Basilis Badianoudis       | 0:4                       | 212                       | 28                        | 7,57                      | –                         | 29                        |                           |

| Abschlusstabelle Gruppe D | Abschlusstabelle Gruppe D | Abschlusstabelle Gruppe D | Abschlusstabelle Gruppe D | Abschlusstabelle Gruppe D | Abschlusstabelle Gruppe D | Abschlusstabelle Gruppe D | Abschlusstabelle Gruppe D | Abschlusstabelle Gruppe D |
| Platz                     | Name                      | MP                        | Pkte                      | Aufn.                     | GD                        | BED                       | HS                        |                           |
| ------------------------- | ------------------------- | ------------------------- | ------------------------- | ------------------------- | ------------------------- | ------------------------- | ------------------------- | ------------------------- |
| 1                         | Frédéric Caudron          | 4:0                       | 400                       | 3                         | 133,33                    | 200,00                    | 200                       |                           |
| 2                         | Milan Raček               | 2:2                       | 266                       | 12                        | 22,16                     | 20,00                     | 66                        |                           |
| 3                         | Dimitris Androulidakis    | 0:4                       | 29                        | 11                        | 2,63                      | –                         | 11                        |                           |

| Abschlusstabelle Gruppe E | Abschlusstabelle Gruppe E | Abschlusstabelle Gruppe E | Abschlusstabelle Gruppe E | Abschlusstabelle Gruppe E | Abschlusstabelle Gruppe E | Abschlusstabelle Gruppe E | Abschlusstabelle Gruppe E | Abschlusstabelle Gruppe E |
| Platz                     | Name                      | MP                        | Pkte                      | Aufn.                     | GD                        | BED                       | HS                        |                           |
| ------------------------- | ------------------------- | ------------------------- | ------------------------- | ------------------------- | ------------------------- | ------------------------- | ------------------------- | ------------------------- |
| 1                         | Raymon Gielens            | 4:0                       | 400                       | 36                        | 11,11                     | 15,38                     | 70                        |                           |
| 2                         | Dionisis Tsokantas        | 2:2                       | 308                       | 33                        | 9,33                      | 10,00                     | 54                        |                           |
| 3                         | Giannis Skourtis          | 0:4                       | 179                       | 43                        | 4,16                      | –                         | 54                        |                           |

| Abschlusstabelle Gruppe F | Abschlusstabelle Gruppe F | Abschlusstabelle Gruppe F | Abschlusstabelle Gruppe F | Abschlusstabelle Gruppe F | Abschlusstabelle Gruppe F | Abschlusstabelle Gruppe F | Abschlusstabelle Gruppe F | Abschlusstabelle Gruppe F |
| Platz                     | Name                      | MP                        | Pkte                      | Aufn.                     | GD                        | BED                       | HS                        |                           |
| ------------------------- | ------------------------- | ------------------------- | ------------------------- | ------------------------- | ------------------------- | ------------------------- | ------------------------- | ------------------------- |
| 1                         | Spiros Lianos             | 2:2                       | 379                       | 69                        | 5,49                      | 5,40                      | 31                        |                           |
| 2                         | Dimitris Gatsopoulos      | 2:2                       | 292                       | 69                        | 4,23                      | 6,25                      | 25                        |                           |

| Abschlusstabelle Gruppe G | Abschlusstabelle Gruppe G | Abschlusstabelle Gruppe G | Abschlusstabelle Gruppe G | Abschlusstabelle Gruppe G | Abschlusstabelle Gruppe G | Abschlusstabelle Gruppe G | Abschlusstabelle Gruppe G | Abschlusstabelle Gruppe G |
| Platz                     | Name                      | MP                        | Pkte                      | Aufn.                     | GD                        | BED                       | HS                        |                           |
| ------------------------- | ------------------------- | ------------------------- | ------------------------- | ------------------------- | ------------------------- | ------------------------- | ------------------------- | ------------------------- |
| 1                         | Jan Kieftenbeld           | 4:0                       | 400                       | 69                        | 5,97                      | 7,40                      | 31                        |                           |
| 2                         | Kostas Antonopoulos       | 0:4                       | 226                       | 69                        | 3,27                      | –                         | 31                        |                           |

### Haupt-Qualifikation
| 1 | Frédéric Caudron       | 4:0 | 400 | 3  | 133,33 | 200,00 | 200 |
| 2 | Thanasis Mantelis      | 2:2 | 214 | 14 | 015,35 | 016,66 | 57  |
| 3 | Stefanos Eleftheriadis | 0:4 | 102 | 13 | 07,48  | –      | 28  |

| 1 | Dave Christiani  | 4:0 | 400 | 16 | 25,00 | 25,00 | 47 |
| 2 | Xristos Argiriou | 2:2 | 302 | 36 | 8,38  | 7,14  | 51 |
| 3 | Rizos Kalomoiris | 0:4 | 109 | 36 | 3,02  | –     | 12 |

| 1 | Pavel Böhm              | 4:0 | 400 | 16 | 025,00 | 028,57 | 91  |
| 2 | Nicolas Gerassimopoulos | 2:2 | 390 | 13 | 030,00 | 033,33 | 156 |
| 3 | Xristos Xristopoulos    | 0:4 | 76  | 15 | 05,06  | –      | 13  |

| 1 | Raymon Gielens  | 4:0 | 400 | 17 | 23,52 | 28,57 | 76 |
| 2 | Ronny Mathysen  | 2:2 | 309 | 24 | 12,87 | 11,76 | 86 |
| 3 | Kostas Kavouras | 0:4 | 178 | 27 | 6,59  | –     | 30 |

| 1 | Eustathios Chatzipavlis | 4:0 | 400 | 45 | 008,88 | 012,50 | 54 |
| 2 | Filippos Karai          | 2:2 | 294 | 44 | 006,68 | 07,14  | 33 |
| 3 | Jan Kieftenbeld         | 0:4 | 305 | 57 | 005,35 | –      | 36 |

| 1 | Loukas Sideras | 4:0 | 400 | 31 | 12,90 | 13,33 | 49 |
| 2 | Giorgos Liados | 2:2 | 258 | 31 | 8,32  | 13,33 | 54 |
| 3 | Panos Kaldis   | 0:4 | 219 | 30 | 7,30  | –     | 50 |

| 1 | Giorgos Gratsias | 4:0 | 400 | 33 | 012,12 | 016,66 | 49 |
| 2 | Xaris Kondilis   | 2:2 | 325 | 32 | 010,15 | 010,00 | 49 |
| 3 | Spiros Lianos    | 0:4 | 247 | 41 | 06,02  | –      | 28 |

## Hauptturnier

### Gruppenphase
| Abschlusstabelle Gruppe A | Abschlusstabelle Gruppe A | Abschlusstabelle Gruppe A | Abschlusstabelle Gruppe A | Abschlusstabelle Gruppe A | Abschlusstabelle Gruppe A | Abschlusstabelle Gruppe A | Abschlusstabelle Gruppe A |
| Platz                     | Name                      | MP                        | Pkt.                      | Aufn.                     | GD                        | BED                       | HS                        |
| ------------------------- | ------------------------- | ------------------------- | ------------------------- | ------------------------- | ------------------------- | ------------------------- | ------------------------- |
| 1                         | Pierre Soumagne           | 6:0                       | 750                       | 13                        | 57,69                     | 125,00                    | 220                       |
| 2                         | Xavier Gretillat          | 4:2                       | 541                       | 11                        | 49,18                     | 62,50                     | 197                       |
| 3                         | Nikolaos Chatzipavlis     | 2:4                       | 484                       | 29                        | 16,68                     | 13,88                     | 69                        |
| 4                         | Eustathios Chatzipavlis   | 0:6                       | 259                       | 27                        | 9,52                      | –                         | 37                        |

| Abschlusstabelle Gruppe B | Abschlusstabelle Gruppe B | Abschlusstabelle Gruppe B | Abschlusstabelle Gruppe B | Abschlusstabelle Gruppe B | Abschlusstabelle Gruppe B | Abschlusstabelle Gruppe B | Abschlusstabelle Gruppe B |
| Platz                     | Name                      | MP                        | Pkt.                      | Aufn.                     | GD                        | BED                       | HS                        |
| ------------------------- | ------------------------- | ------------------------- | ------------------------- | ------------------------- | ------------------------- | ------------------------- | ------------------------- |
| 1                         | Arnim Kahofer             | 4:2                       | 733                       | 10                        | 73,30                     | 125,00                    | 234                       |
| 2                         | George Thalassinos        | 4:2                       | 603                       | 21                        | 28,71                     | 27,77                     | 119                       |
| 3                         | David Jacquet             | 4:2                       | 744                       | 30                        | 24,80                     | 62,50                     | 131                       |
| 4                         | Giorgos Gratsias          | 0:6                       | 206                       | 29                        | 7,10                      | –                         | 41                        |

| Abschlusstabelle Gruppe C | Abschlusstabelle Gruppe C | Abschlusstabelle Gruppe C | Abschlusstabelle Gruppe C | Abschlusstabelle Gruppe C | Abschlusstabelle Gruppe C | Abschlusstabelle Gruppe C | Abschlusstabelle Gruppe C |
| Platz                     | Name                      | MP                        | Pkt.                      | Aufn.                     | GD                        | BED                       | HS                        |
| ------------------------- | ------------------------- | ------------------------- | ------------------------- | ------------------------- | ------------------------- | ------------------------- | ------------------------- |
| 1                         | Esteve Mata               | 6:0                       | 750                       | 7                         | 107,14                    | 250,00                    | 250                       |
| 2                         | Patrick Dupont            | 4:2                       | 512                       | 15                        | 34,13                     | 41,66                     | 141                       |
| 3                         | Gerhard Huber             | 2:4                       | 339                       | 29                        | 11,68                     | 12,50                     | 96                        |
| 4                         | Loukas Sideras            | 0:6                       | 321                       | 31                        | 10,35                     | –                         | 80                        |

| Abschlusstabelle Gruppe D | Abschlusstabelle Gruppe D | Abschlusstabelle Gruppe D | Abschlusstabelle Gruppe D | Abschlusstabelle Gruppe D | Abschlusstabelle Gruppe D | Abschlusstabelle Gruppe D | Abschlusstabelle Gruppe D |
| Platz                     | Name                      | MP                        | Pkt.                      | Aufn.                     | GD                        | BED                       | HS                        |
| ------------------------- | ------------------------- | ------------------------- | ------------------------- | ------------------------- | ------------------------- | ------------------------- | ------------------------- |
| 1                         | Marek Faus                | 6:0                       | 750                       | 19                        | 39,47                     | 83,33                     | 250                       |
| 2                         | Alejandro Gil             | 3:3                       | 746                       | 36                        | 20,72                     | 19,23                     | 83                        |
| 3                         | Jean Francois Florent     | 3:3                       | 623                       | 32                        | 19,64                     | 22,72                     | 80                        |
| 4                         | Raymon Gielens            | 0:6                       | 404                       | 29                        | 13,93                     | –                         | 80                        |

| Abschlusstabelle Gruppe E | Abschlusstabelle Gruppe E | Abschlusstabelle Gruppe E | Abschlusstabelle Gruppe E | Abschlusstabelle Gruppe E | Abschlusstabelle Gruppe E | Abschlusstabelle Gruppe E | Abschlusstabelle Gruppe E |
| Platz                     | Name                      | MP                        | Pkt.                      | Aufn.                     | GD                        | BED                       | HS                        |
| ------------------------- | ------------------------- | ------------------------- | ------------------------- | ------------------------- | ------------------------- | ------------------------- | ------------------------- |
| 1                         | Laurent Guénet            | 6:0                       | 750                       | 24                        | 31,25                     | 35,71                     | 168                       |
| 2                         | Dave Christiani           | 4:2                       | 576                       | 12                        | 48,00                     | 125,00                    | 187                       |
| 3                         | Janis Ziogas              | 2:4                       | 539                       | 12                        | 44,91                     | 125,00                    | 150                       |
| 4                         | Salvador Ortells          | 0:6                       | 203                       | 14                        | 14,50                     | –                         | 46                        |

| Abschlusstabelle Gruppe F | Abschlusstabelle Gruppe F | Abschlusstabelle Gruppe F | Abschlusstabelle Gruppe F | Abschlusstabelle Gruppe F | Abschlusstabelle Gruppe F | Abschlusstabelle Gruppe F | Abschlusstabelle Gruppe F |
| Platz                     | Name                      | MP                        | Pkt.                      | Aufn.                     | GD                        | BED                       | HS                        |
| ------------------------- | ------------------------- | ------------------------- | ------------------------- | ------------------------- | ------------------------- | ------------------------- | ------------------------- |
| 1                         | Willy Gerimont            | 5:1                       | 750                       | 17                        | 44,11                     | 83,33                     | 242                       |
| 2                         | Pavel Böhm                | 4:2                       | 750                       | 29                        | 25,86                     | 31,25                     | 173                       |
| 3                         | Sven Daske                | 3:3                       | 526                       | 17                        | 30,94                     | 41,66                     | 149                       |
| 4                         | John van der Stappen      | 0:6                       | 487                       | 23                        | 21,17                     | –                         | 77                        |

| Abschlusstabelle Gruppe G | Abschlusstabelle Gruppe G | Abschlusstabelle Gruppe G | Abschlusstabelle Gruppe G | Abschlusstabelle Gruppe G | Abschlusstabelle Gruppe G | Abschlusstabelle Gruppe G | Abschlusstabelle Gruppe G |
| Platz                     | Name                      | MP                        | Pkt.                      | Aufn.                     | GD                        | BED                       | HS                        |
| ------------------------- | ------------------------- | ------------------------- | ------------------------- | ------------------------- | ------------------------- | ------------------------- | ------------------------- |
| 1                         | Frédéric Caudron          | 6:0                       | 750                       | 5                         | 150,00                    | 250,00                    | 250                       |
| 2                         | Eddy Leppens              | 4:2                       | 615                       | 9                         | 68,33                     | 250,00                    | 250                       |
| 3                         | Thomas Nockemann          | 2:4                       | 451                       | 13                        | 34,69                     | 41,66                     | 99                        |
| 4                         | Raúl Cuenca               | 0:6                       | 159                       | 9                         | 16,77                     | –                         | 82                        |

| Abschlusstabelle Gruppe H | Abschlusstabelle Gruppe H | Abschlusstabelle Gruppe H | Abschlusstabelle Gruppe H | Abschlusstabelle Gruppe H | Abschlusstabelle Gruppe H | Abschlusstabelle Gruppe H | Abschlusstabelle Gruppe H |
| Platz                     | Name                      | MP                        | Pkt.                      | Aufn.                     | GD                        | BED                       | HS                        |
| ------------------------- | ------------------------- | ------------------------- | ------------------------- | ------------------------- | ------------------------- | ------------------------- | ------------------------- |
| 1                         | Patrick Niessen           | 6:0                       | 750                       | 4                         | 187,50                    | 250,00                    | 250                       |
| 2                         | Mikael Devogelaere        | 4:2                       | 501                       | 4                         | 125,25                    | 250,00                    | 250                       |
| 3                         | Raymund Swertz            | 2:4                       | 327                       | 11                        | 29,72                     | 31,25                     | 139                       |
| 4                         | Panos Koutros             | 0:6                       | 109                       | 11                        | 9,90                      | –                         | 47                        |

### KO-Phase
|  | Achtelfinale       | Achtelfinale | Achtelfinale | Achtelfinale | Achtelfinale | Achtelfinale |                  |                    | Viertelfinale | Viertelfinale | Viertelfinale | Viertelfinale | Viertelfinale | Viertelfinale |      |       | Halbfinale | Halbfinale | Halbfinale | Halbfinale | Halbfinale | Halbfinale |  |  | Finale | Finale | Finale | Finale | Finale | Finale |
|  |                    |              |              |              |              |              |                  |                    |               |               |               |               |               |               |      |       |            |            |            |            |            |            |  |  |        |        |        |        |        |        |
|  |                    | MP           | Pkt.         | Aufn.        | ED           | HS           |                  |                    |               |               |               |               |               |               |      |       |            |            |            |            |            |            |  |  |        |        |        |        |        |        |
|  |                    | MP           | Pkt.         | Aufn.        | ED           | HS           |                  |                    |               |               |               |               |               |               |      |       |            |            |            |            |            |            |  |  |        |        |        |        |        |        |
|  | Frédéric Caudron   | 2            | 300          | 4            | 75,00        | 194          |                  |                    |               |               |               |               |               |               |      |       |            |            |            |            |            |            |  |  |        |        |        |        |        |        |
|  | Frédéric Caudron   | 2            | 300          | 4            | 75,00        | 194          |                  | MP                 | Pkt.          | Aufn.         | ED            | HS            |               |               |      |       |            |            |            |            |            |            |  |  |        |        |        |        |        |        |
|  | Pavel Böhm         | 0            | 292          | 4            | 73,00        | 278          |                  | MP                 | Pkt.          | Aufn.         | ED            | HS            |               |               |      |       |            |            |            |            |            |            |  |  |        |        |        |        |        |        |
|  | Pavel Böhm         | 0            | 292          | 4            | 73,00        | 278          | Frédéric Caudron | 2                  | 300           | 3             | 100,00        | 152           |               |               |      |       |            |            |            |            |            |            |  |  |        |        |        |        |        |        |
|  |                    | MP           | Pkt.         | Aufn.        | ED           | HS           | Frédéric Caudron | 2                  | 300           | 3             | 100,00        | 152           |               |               |      |       |            |            |            |            |            |            |  |  |        |        |        |        |        |        |
|  |                    | MP           | Pkt.         | Aufn.        | ED           | HS           |                  | Mikael Devogelaere | 0             | 268           | 3             | 89,33         | 184           |               |      |       |            |            |            |            |            |            |  |  |        |        |        |        |        |        |
|  | Arnim Kahofer      | 0            | 123          | 4            | 30,75        | 111          |                  | Mikael Devogelaere | 0             | 268           | 3             | 89,33         | 184           |               |      |       |            |            |            |            |            |            |  |  |        |        |        |        |        |        |
|  | Arnim Kahofer      | 0            | 123          | 4            | 30,75        | 111          |                  |                    |               |               |               |               |               | MP            | Pkt. | Aufn. | ED         | HS         |            |            |            |            |  |  |        |        |        |        |        |        |
|  | Mikael Devogelaere | 2            | 300          | 4            | 75,00        | 184          |                  |                    |               |               |               |               |               | MP            | Pkt. | Aufn. | ED         | HS         |            |            |            |            |  |  |        |        |        |        |        |        |
|  | Mikael Devogelaere | 2            | 300          | 4            | 75,00        | 184          | Frédéric Caudron | 2                  | 300           | 1             | 300,00        | 300           |               |               |      |       |            |            |            |            |            |            |  |  |        |        |        |        |        |        |
|  |                    | MP           | Pkt.         | Aufn.        | ED           | HS           | Frédéric Caudron | 2                  | 300           | 1             | 300,00        | 300           |               |               |      |       |            |            |            |            |            |            |  |  |        |        |        |        |        |        |
|  |                    | MP           | Pkt.         | Aufn.        | ED           | HS           |                  | Patrick Niessen    | 0             | 6             | 1             | 6,00          | 6             |               |      |       |            |            |            |            |            |            |  |  |        |        |        |        |        |        |
|  | Willy Gerimont     | 2            | 300          | 8            | 37,50        | 53           |                  | Patrick Niessen    | 0             | 6             | 1             | 6,00          | 6             |               |      |       |            |            |            |            |            |            |  |  |        |        |        |        |        |        |
|  | Willy Gerimont     | 2            | 300          | 8            | 37,50        | 53           |                  | MP                 | Pkt.          | Aufn.         | ED            | HS            |               |               |      |       |            |            |            |            |            |            |  |  |        |        |        |        |        |        |
|  | Eddy Leppens       | 0            | 274          | 8            | 34,25        | 66           |                  | MP                 | Pkt.          | Aufn.         | ED            | HS            |               |               |      |       |            |            |            |            |            |            |  |  |        |        |        |        |        |        |
|  | Eddy Leppens       | 0            | 274          | 8            | 34,25        | 66           | Willy Gerimont   | 0                  | 300(16)       | 10            | 30,00         | 131           |               |               |      |       |            |            |            |            |            |            |  |  |        |        |        |        |        |        |
|  |                    | MP           | Pkt.         | Aufn.        | ED           | HS           | Willy Gerimont   | 0                  | 300(16)       | 10            | 30,00         | 131           |               |               |      |       |            |            |            |            |            |            |  |  |        |        |        |        |        |        |
|  |                    | MP           | Pkt.         | Aufn.        | ED           | HS           |                  | Patrick Niessen    | 2             | 300(30)       | 10            | 30,00         | 102           |               |      |       |            |            |            |            |            |            |  |  |        |        |        |        |        |        |
|  | Patrick Niessen    | 2            | 300          | 2            | 150,00       | 278          |                  | Patrick Niessen    | 2             | 300(30)       | 10            | 30,00         | 102           |               |      |       |            |            |            |            |            |            |  |  |        |        |        |        |        |        |
|  | Patrick Niessen    | 2            | 300          | 2            | 150,00       | 278          |                  |                    |               |               |               |               |               |               | MP   | Pkt.  | Aufn.      | ED         | HS         |            |            |            |  |  |        |        |        |        |        |        |
|  | Alejandro Gil      | 0            | 67           | 2            | 33,50        | 54           |                  |                    |               |               |               |               |               |               | MP   | Pkt.  | Aufn.      | ED         | HS         |            |            |            |  |  |        |        |        |        |        |        |
|  | Alejandro Gil      | 0            | 67           | 2            | 33,50        | 54           | Frédéric Caudron | 2                  | 300           | 2             | 150,00        | 221           |               |               |      |       |            |            |            |            |            |            |  |  |        |        |        |        |        |        |
|  |                    | MP           | Pkt.         | Aufn.        | ED           | HS           | Frédéric Caudron | 2                  | 300           | 2             | 150,00        | 221           |               |               |      |       |            |            |            |            |            |            |  |  |        |        |        |        |        |        |
|  |                    | MP           | Pkt.         | Aufn.        | ED           | HS           |                  | Xavier Gretillat   | 0             | 28            | 2             | 14,00         | 28            |               |      |       |            |            |            |            |            |            |  |  |        |        |        |        |        |        |
|  | Laurent Guénet     | 0            | 237          | 4            | 59,25        | 190          |                  | Xavier Gretillat   | 0             | 28            | 2             | 14,00         | 28            |               |      |       |            |            |            |            |            |            |  |  |        |        |        |        |        |        |
|  | Laurent Guénet     | 0            | 237          | 4            | 59,25        | 190          |                  | MP                 | Pkt.          | Aufn.         | ED            | HS            |               |               |      |       |            |            |            |            |            |            |  |  |        |        |        |        |        |        |
|  | Xavier Gretillat   | 2            | 300          | 4            | 75,00        | 188          |                  | MP                 | Pkt.          | Aufn.         | ED            | HS            |               |               |      |       |            |            |            |            |            |            |  |  |        |        |        |        |        |        |
|  | Xavier Gretillat   | 2            | 300          | 4            | 75,00        | 188          | Xavier Gretillat | 2                  | 300           | 3             | 100,00        | 115           |               |               |      |       |            |            |            |            |            |            |  |  |        |        |        |        |        |        |
|  |                    | MP           | Pkt.         | Aufn.        | ED           | HS           | Xavier Gretillat | 2                  | 300           | 3             | 100,00        | 115           |               |               |      |       |            |            |            |            |            |            |  |  |        |        |        |        |        |        |
|  |                    | MP           | Pkt.         | Aufn.        | ED           | HS           |                  | Patrick Dupont     | 0             | 138           | 3             | 46,00         | 107           |               |      |       |            |            |            |            |            |            |  |  |        |        |        |        |        |        |
|  | Pierre Soumagne    | 0            | 29           | 5            | 5,80         | 11           |                  | Patrick Dupont     | 0             | 138           | 3             | 46,00         | 107           |               |      |       |            |            |            |            |            |            |  |  |        |        |        |        |        |        |
|  | Pierre Soumagne    | 0            | 29           | 5            | 5,80         | 11           |                  |                    |               |               |               |               |               | MP            | Pkt. | Aufn. | ED         | HS         |            |            |            |            |  |  |        |        |        |        |        |        |
|  | Patrick Dupont     | 2            | 300          | 5            | 60,00        | 159          |                  |                    |               |               |               |               |               | MP            | Pkt. | Aufn. | ED         | HS         |            |            |            |            |  |  |        |        |        |        |        |        |
|  | Patrick Dupont     | 2            | 300          | 5            | 60,00        | 159          | Xavier Gretillat | 2                  | 300           | 2             | 150,00        | 257           |               |               |      |       |            |            |            |            |            |            |  |  |        |        |        |        |        |        |
|  |                    | MP           | Pkt.         | Aufn.        | ED           | HS           | Xavier Gretillat | 2                  | 300           | 2             | 150,00        | 257           |               |               |      |       |            |            |            |            |            |            |  |  |        |        |        |        |        |        |
|  |                    | MP           | Pkt.         | Aufn.        | ED           | HS           |                  | Marek Faus         | 0             | 66            | 2             | 33,00         | 52            |               |      |       |            |            |            |            |            |            |  |  |        |        |        |        |        |        |
|  | Marek Faus         | 2            | 300          | 3            | 100,00       | 280          |                  | Marek Faus         | 0             | 66            | 2             | 33,00         | 52            |               |      |       |            |            |            |            |            |            |  |  |        |        |        |        |        |        |
|  | Marek Faus         | 2            | 300          | 3            | 100,00       | 280          |                  | MP                 | Pkt.          | Aufn.         | ED            | HS            |               |               |      |       |            |            |            |            |            |            |  |  |        |        |        |        |        |        |
|  | Dave Christiani    | 0            | 68           | 3            | 22,66        | 40           |                  | MP                 | Pkt.          | Aufn.         | ED            | HS            |               |               |      |       |            |            |            |            |            |            |  |  |        |        |        |        |        |        |
|  | Dave Christiani    | 0            | 68           | 3            | 22,66        | 40           | Marek Faus       | 2                  | 300           | 10            | 30,00         | 138           |               |               |      |       |            |            |            |            |            |            |  |  |        |        |        |        |        |        |
|  |                    | MP           | Pkt.         | Aufn.        | ED           | HS           | Marek Faus       | 2                  | 300           | 10            | 30,00         | 138           |               |               |      |       |            |            |            |            |            |            |  |  |        |        |        |        |        |        |
|  |                    | MP           | Pkt.         | Aufn.        | ED           | HS           |                  | Esteve Mata        | 0             | 264           | 10            | 26,40         | 90            |               |      |       |            |            |            |            |            |            |  |  |        |        |        |        |        |        |
|  | Esteve Mata        | 2            | 300          | 8            | 37,50        | 141          |                  | Esteve Mata        | 0             | 264           | 10            | 26,40         | 90            |               |      |       |            |            |            |            |            |            |  |  |        |        |        |        |        |        |
|  | Esteve Mata        | 2            | 300          | 8            | 37,50        | 141          |                  |                    |               |               |               |               |               |               |      |       |            |            |            |            |            |            |  |  |        |        |        |        |        |        |
|  | George Thalassinos | 0            | 292          | 8            | 36,50        | 113          |                  |                    |               |               |               |               |               |               |      |       |            |            |            |            |            |            |  |  |        |        |        |        |        |        |
|  | George Thalassinos | 0            | 292          | 8            | 36,50        | 113          |                  |                    |               |               |               |               |               |               |      |       |            |            |            |            |            |            |  |  |        |        |        |        |        |        |

## Abschlusstabelle
| MP    | Match Points (Sieger = 2; Unentschieden = 1; Verlierer = 0) |
| Pkte. | Erzielte Karambolagen                                       |
| Aufn. | Benötigte Versuche                                          |
| GD    | Generaldurchschnitt                                         |
| BED   | Bester Einzeldurchschnitt eines Spielers                    |
| HS    | Höchstserie                                                 |
|       | Bester GD des Turniers                                      |
|       | Bester ED des Turniers                                      |
|       | Beste HS des Turniers                                       |
|       | 1. Platz (Gold)                                             |
|       | 2. Platz (Silber)                                           |
|       | 3. Platz (Bronze)                                           |

| Phase           | Platz | Name                    | MP   | Pkt. | Aufn. | GD     | BED    | HS  |
| --------------- | ----- | ----------------------- | ---- | ---- | ----- | ------ | ------ | --- |
| Finale          | 1     | Frédéric Caudron        | 14:0 | 1950 | 15    | 130,00 | 300,00 | 300 |
| Finale          | 2     | Xavier Gretillat        | 10:4 | 1469 | 22    | 66,77  | 150,00 | 257 |
| Halb- finale    | 3     | Patrick Niessen         | 10:2 | 1356 | 17    | 79,76  | 250,00 | 278 |
| Halb- finale    | 3     | Marek Faus              | 10:2 | 1416 | 34    | 41,64  | 100,00 | 280 |
| Viertel- finale | 5     | Esteve Mata             | 8:2  | 1314 | 25    | 52,56  | 250,00 | 250 |
| Viertel- finale | 6     | Willy Gerimont          | 7:3  | 1350 | 35    | 38,57  | 83,33  | 242 |
| Viertel- finale | 7     | Mikael Devogelaere      | 6:4  | 1069 | 11    | 97,18  | 250,00 | 250 |
| Viertel- finale | 8     | Patrick Dupont          | 6:4  | 950  | 23    | 41,30  | 60,00  | 159 |
| Achtel- finale  | 9     | Pierre Soumagne         | 6:2  | 779  | 18    | 43,27  | 125,00 | 217 |
| Achtel- finale  | 10    | Laurent Guénet          | 6:2  | 987  | 28    | 35,25  | 35,71  | 190 |
| Achtel- finale  | 11    | Arnim Kahofer           | 4:4  | 856  | 14    | 61,14  | 125,00 | 234 |
| Achtel- finale  | 12    | Eddy Leppens            | 4:4  | 889  | 17    | 52,29  | 250,00 | 250 |
| Achtel- finale  | 13    | Dave Christiani         | 4:4  | 644  | 15    | 42,93  | 125,00 | 187 |
| Achtel- finale  | 14    | Pavel Böhm              | 4:4  | 1042 | 33    | 31,57  | 31,25  | 278 |
| Achtel- finale  | 15    | George Thalassinos      | 4:4  | 895  | 29    | 30,86  | 27,77  | 119 |
| Achtel- finale  | 16    | Alejandro Gil           | 3:5  | 813  | 38    | 21,39  | 19,23  | 83  |
| Gruppen- phase  | 17    | David Jacquet           | 4:2  | 744  | 30    | 24,80  | 62,50  | 131 |
| Gruppen- phase  | 18    | Sven Daske              | 3:3  | 526  | 17    | 30,94  | 41,66  | 149 |
| Gruppen- phase  | 19    | Jean Francois Florent   | 3:3  | 623  | 32    | 19,64  | 22,72  | 80  |
| Gruppen- phase  | 20    | Janis Ziogas            | 2:4  | 539  | 12    | 44,91  | 125,00 | 150 |
| Gruppen- phase  | 21    | Thomas Nockemann        | 2:4  | 451  | 13    | 34,69  | 41,66  | 99  |
| Gruppen- phase  | 22    | Raymund Swertz          | 2:4  | 327  | 11    | 29,72  | 31,25  | 139 |
| Gruppen- phase  | 23    | Nikolaos Chatzipavlis   | 2:4  | 484  | 29    | 16,68  | 13,88  | 69  |
| Gruppen- phase  | 24    | Gerhard Huber           | 2:4  | 339  | 29    | 11,68  | 12,50  | 96  |
| Gruppen- phase  | 25    | John van der Stappen    | 0:6  | 487  | 23    | 21,17  | –      | 77  |
| Gruppen- phase  | 26    | Raúl Cuenca             | 0:6  | 159  | 9     | 16,77  | –      | 82  |
| Gruppen- phase  | 27    | Salvador Ortells        | 0:6  | 203  | 14    | 14,50  | –      | 46  |
| Gruppen- phase  | 28    | Raymon Gielens          | 0:6  | 404  | 29    | 13,93  | –      | 80  |
| Gruppen- phase  | 29    | Loukas Sideras          | 0:6  | 321  | 31    | 10,35  | –      | 80  |
| Gruppen- phase  | 30    | Panos Koutros           | 0:6  | 109  | 11    | 9,90   | –      | 47  |
| Gruppen- phase  | 31    | Eustathios Chatzipavlis | 0:6  | 259  | 27    | 9,52   | –      | 37  |
| Gruppen- phase  | 32    | Giorgos Gratsias        | 0:6  | 206  | 29    | 7,10   | –      | 41  |